# Larimichthys crocea
Larimichthys crocea es una especie de pez de la familia Sciaenidae en el orden de los Perciformes.

## Morfología
• Los machos pueden llegar alcanzar los 80 cm de longitud total.
- Número de  vértebras:

25-26.

## Alimentación
Come crustáceos y peces hueso.

## Hábitat
Es un pez de clima templado (34°N-23°N) y bentopelágico.

## Distribución geográfica
Se encuentra en el Océano Pacífico noroccidental: los mares  Amarillo y del  China Oriental.

## Observaciones
Es inofensivo para los humanos.